# Нильгау
Нильга́у (лат. Boselaphus tragocamelus) — парнокопытное животное семейства полорогих. Единственный вид рода Boselaphus.

## Внешний вид
Длина тела 1,8—2 м, масса тела до 200 кг. Высота в холке 120—150 см. Хвост длиной 40—55 см, с кистью волос на конце. Самцы крупнее самок. Передняя часть туловища массивнее задней. Шея нильгау короткая, более толстая у самцов. Голова самцов короткая, у самок несколько удлинена и сужена с боков. На конце морды имеется участок кожи без волосяного покрова.
Самцы имеют прямые короткие, косо расположенные рога, у основания треугольного сечения и округлые в верхней части. Цвет рогов — чёрный. Самки безрогие.
Окраска нильгау серая с белыми и чёрными отметинами, у самцов основной тон окраски голубовато-серый, у самок — серо-рыжий. Окраска брюха бело-серая. Шерсть короткая, гладкая. На шее имеется небольшая грива длиной 5—10 см, бело-бурого или бело-серого цвета. У самцов на горле имеются удлиненные волосы чёрной окраски.
Конечности длинные, тонкие. На передних конечностях имеются продольные полосы черного цвета. Боковые копыта широкие, короткие, уплощены. Средние копыта заостренные, узкие. Цвет копыт буро-чёрный. Паховые и межпальцевые железы отсутствуют. Сосков две пары.

## Распространение
Полуостров Индостан, Пакистан, Непал, Бангладеш и Западная Индия к югу от Гималаев.

## Образ жизни
Обитает в равнинных и возвышенных лесах, местностях поросших кустарником, отдельными деревьями, реже держится на равнинах. Активна в утренние и вечерние часы.
Нильгау обычно держатся небольшими группами, состоящими из самок с молодняком. Самцы предпочитают держатся поодиночке, иногда объединяясь в небольшие группы. Изредка нильгау могут образовывать стада до 20 голов. Питается в основном листьями и побегами деревьев и кустарников, травянистыми растениями. Поедая листву деревьев часто становятся на задние конечности. Водопой посещают крайне редко, получая всю необходимую влагу из потребляемой растительности.

## Размножение
На севере ареала гон в марте—апреле. На юге ареала размножение не приурочено к какому-либо времени года.
Гон сопровождается боями самцов за самку.
После восьмимесячной беременности самки рождают обычно двух, реже одного детеныша. Половозрелость наступает в возрасте полутора лет. Продолжительность жизни — 12—15 лет, в неволе до 21 года.

## Прочие сведения
Из-за своего сходства с коровой в Индии нильгау считались священными животными, их убийство было запрещено во многих частях ареала. Тем не менее численность вида резко снизилась. Успешно разводится в заповеднике «Аскания-Нова». Интродуцирован на южных территориях Техаса (США) и в Южной Америке.